# Veteranbane
En veteranbane er en jernbane, hvor der ikke kører persontog i normal drift, men som i stedet bliver drevet som museumsbane med veterantog, dvs. tog der består af bevaret materiel, der ikke længere benyttes i daglig drift. Veterantog forekommer også på jernbaner i almindelig drift, blandet med den øvrige trafik. Fælles for veteranbaner og veterantog er at de normalt kun kører på bestemte dage, ved særlige lejligheder og som særtog. I nogle tilfælde sker driften i tilknytning til et jernbanemuseum, mens der andre steder kan være stationer med et historisk miljø og inventar.
Veteranbaner og -tog drives sædvanligvis af jernbaneklubber, hvor frivillige medlemmer i stort omfang står for drift, restaurering, vedligeholdelse og nogle steder også anlægsarbejder. Nogle medlemmer beskæftiger sig også med jernbaner til daglig, men de fleste arbejder indenfor andre områder, og arbejdet med veterantogene er således en hobby. Der findes også professionelt drevne jernbanemuseer og selskaber med lønnede medarbejdere, ligesom nogle klubber betaler for større eller specialiserede arbejdsopgaver.

## Danske veteranbaner

### Museums- og veteranbaner
Kombination af drift/ejerskab af såvel spor som materiel. Kørsel på fremmed spor kan forekomme
- Amagerbanens Venner – Skinnecykler.
- Limfjordsbanen (LFB)
- Mariager-Handest Veteranjernbane (MHVJ) – baneforening under Dansk Jernbane-Klub (DJK).
- Museumsbanen Maribo-Bandholm – Danmarks første veteranbane, indviet i 1962. Baneforening under DJK.
- Syd Fyenske Veteranjernbane (SFvJ)
- Sporvejsmuseet Skjoldenæsholm – drives af Sporvejshistorisk Selskab (SHS)
- Vestsjællands Veterantog – (VSVT)
- Veteranbanen Bryrup-Vrads (VBV)
- Veteranbanen Haderslev-Vojens (VHV)

### Industriveteranbaner
Baner, der fremviser materiel fra roe- og industribaner (teglværker, mosebrug), og hvor der ofte er sket ombygning til passagertransport.
- Bloustrød Banen – baneforening under DJK - 700 mm smalspor
- Hedelands Veteranbane – drives af Industribaneklubben - 700 mm smalspor.
- Museumscenter Hanstholm Hanstholm Bunkermuseum – 600 mm smalspor
- Stenvad Mosebrugscenter – tørvebane 600 mm smalspor
- Tørvebanen på Hjerl Hede – 785 mm smalspor
- Lille Vildmose Center, Lille Vildmose, Lille Vildmosecentret - 700 mm smalspor
- Mønsted Kalkgruber - 550 mm smalspor

### Veterantog
Veterantog, hvor der ikke køres på eget spor
- Danmarks Jernbanemuseum.
- MY Veterantog – baneforening under DJK.
- Dansk Jernbane-Klub.
- Nordisk Jernbaneklub.
- Nordsjællands Veterantog (en)
- Sydjyllands Veterantog (de) - kører med tog ejet af Danmarks Jernbanemuseum (2014 med egne tog).[1]
- Struer Jernbaneklub.
- Veterantog Vest – baneforening under DJK.
- Østsjællandske Jernbaneklub.

### Jernbanehistoriske samlinger
- ØSJS Nr. 2 Kjøge. Danmarks ældste køreklare lokomotiv, med tog på Museumsbanen Maribo-Bandholm, Bandholm Station.Djurslands Jernbanemuseum – Museum i Ryomgård under DJK.

Omfatter foreninger mv. der ikke selv driver jernbane eller kørsel (evt. endnu ikke kørsel, men forsøger at opnå dette), samt museer og samlinger der overvejende vedrører jernbaner.
- Aabenraa Veteranbane – Skinnecykler, fremtidig veterantogskørsel.
- Bjergbanen - Fåre Station
- Bornholms Jernbanemuseum - Håber at genetablere en ca. 5,5 km strækning mellem Nexø og Balka Strand.
- E kleinbahn - Kommende veteranbane på Als.
- Gedser Remise.
- Midt- og Vestjyllands Jernbanemuseum

### Ophørte
Foreninger der enten er ophørt helt eller er ophørt med at køre.
- Amagerbanen
- Lokomotivklubben KLK – indgik i DSB Museumstog i 2010 men atter udskilt som Sydjyllands Veterantog i 2014. Klubaktiviteterne overgik til Støtteforeningen KLK.
- Omstigningsklubben - kørte med sporvogne i Skælskør indtil 2011 men eksisterer stadig som forening.
- Skælskørbanen (SSB) – lukket 2009 i forbindelse med stiplanerne på strækningen Slagelse-Næstved banen.
- SkinneBusGruppen Vestjylland (SBGV) - Lukkede i april 2014, efter blot 2 år.

## Banernes hjemmesider
- Bloustrød Banen
- Bornholms Jernbanemuseum
- Danmarks Jernbanemuseum
- E kleinbahn Kommende veteranbane på Als
- Gedser Remise
- Hedelands Veteranbane
- Limfjordsbanen
- Lokomotivklubben (Kolding lokomotiv Klub)
- Mariager-Handest Veteranjernbane
- Midt- og Vestjyllands Jernbanemuseum
- Museumsbanen Maribo-Bandholm
- MY Veterantog
- Nordisk Jernbane-klub
- Nordsjællands Veterantog
- Omstigningsklubben
- Syd Fyenske Veteranjernbane
- Sydjyllands Veterantog
- Sporvejsmuseet Skjoldenæsholm
- Vestsjællands Veterantog
- Veteranbanen Bryrup-Vrads
- Veterantog Vest
- Østsjællands Jernbaneklub Arkiveret 15. februar 2017 hos  Wayback Machine

## Veteranbaner i tidligere danske landsdele
- Angelner Dampfeisenbahn (Sydslesvig)
- Järnvägens museum Ängelholm (Skåne)
- Järnvägsmuseet Landeryd (Halland)
- Kristianstad Järnvägsmuseet (Skåne)
- Museiföreningen Östra Skånes Järnvägar (Skåne)
- Setesdalsbanen (Norge)
- Skånska järnvägar (Skåne)
- Veteranjärnvägen Klippan-Ljungbyhed (Skåne)

## Eksterne links
- Wikimedia Commons har flere filer relateret til Veteranbane
- Danske Veterantogsoperatørers Fællesrepræsentation
- Lov om veteranbaner
- Europæisk Jernbaneklub